# Kiếm mồi
Kiếm mồi hay tìm mồi hay tìm kiếm con mồi (Prey detection) là một giai đoạn trong quá trình săn mồi thông qua quá việc vật săn mồi tìm kiếm, theo dấu để phát hiện và xác định vị trí của con mồi bằng các tín hiệu giác quan và dấu hiệu cảm giác. Kẻ săn mồi phát hiện con mồi bằng các giác quan khác nhau trên những manh mối vật chất. Luôn có sự chạy đua tiến hóa liên tục trong khả năng phát hiện sự trá hình và tương tự năng lực ẩn trốn cũng biến đổi luôn luôn. Ở mỗi cặp động vật săn đuổi-trốn tránh, cấp độ tiến hóa trá hình và phát hiện là khác nhau. Việc tìm kiếm con mồi là hoạt động đầu tiên trong mỗi cuộc săn, tiếp theo, kẻ săn mồi sẽ phải rình mồi hoặc đuổi bắt con mồi, sau đó là giai đoạn xử lý con mồi và cuối cùng là thưởng thức, xơi tái con mồi, dấu xác để lần khác ăn tiếp.

## Con mồi
Động vật ăn thịt luôn trong một cuộc chạy đua tiến hóa trong việc đấu tranh sinh tồn với chính con mồi của chúng, trong đó các đột biến có lợi liên tục được bảo tồn thông qua cơ chế chọn lọc tự nhiên. Đổi lại, những kẻ săn mồi cũng phải chịu áp lực chọn lọc như vậy đối với chính chúng, những kẻ thành công nhất trong việc xác định vị trí con mồi sẽ truyền gen của chúng với số lượng nhiều hơn cho nguồn gen của thế hệ tiếp theo. Sự thích nghi của động vật bị săn đuổi với vị trí con mồi cho phép chúng tránh những kẻ săn mồi là phổ biến trong tự nhiên là một phần của quy luật tự nhiên.
Những điều khiến kẻ săn mồi khó phát hiện được gọi chung là lẩn tránh hay ẩn trốn (Crypsis) có thể liên quan đến việc trốn tránh tạm thời như các loài ăn đêm, các cách thức, hành vi như ẩn náu và các biện pháp thích nghi phi hành vi như ngụy trang. Cách thức phòng vệ của động vật bị săn đuổi bao gồm các phương pháp khác với phương cách ẩn trốn, chẳng hạn như ra tín hiệu chết chóc để xua đuổi và khả năng chiến đấu chống lại kẻ ăn thịt. Thông thường các đặc điểm hành vi và phương pháp phòng vệ thụ động được kết hợp với nhau, ví dụ, một con vật săn mồi có thể trông giống và hành động giống như kẻ săn mồi của chính nó (bắt chước).

## Phương pháp
Có nhiều phương pháp được sử dụng để phát hiện con mồi, các hệ thống cảm giác được sử dụng để rà tìm con mồi bao gồm hệ thống thị giác (trực quan, tầm nhìn, tầm quan sát, để ý trong tầm mắt), hệ thống khứu giác (đánh hơi, ngửi mùi, nếm vị), hệ thống thính giác (nghe ngóng) và hệ thống cảm giác (chẳng hạn như xúc giác, cảm nhận nhiệt, liếm để nếm vị). Một số kẻ săn mồi có thể sử dụng tất cả các giác quan này để xác định con mồi của chúng, trong khi những con khác có thể phụ thuộc chủ yếu hoặc hoàn toàn vào một giác quan duy nhất. Các phương pháp phát hiện cũng có thể được chia thành phát hiện trực tiếp bản thân con mồi và các manh mối gián tiếp, chẳng hạn như mùi nước tiểu của chúng hoặc các dấu vết động vật để lại.
Phát hiện con mồi một cách trực quan: Những kẻ săn mồi bằng mắt thường có thể hình thành thứ được gọi là hình ảnh tìm kiếm con mồi nhất định. Các thí nghiệm trên chim giẻ cùi xanh cho thấy chúng tạo thành hình ảnh tìm kiếm con mồi nhất định. Động vật ăn thịt không cần trực tiếp xác định vị trí vật chủ của chúng ví dụ các loài chim săn mồi như chim ưng, chim cắt có thể phát hiện phân và nước tiểu của con mồi (phản xạ tia cực tím), cho phép chúng xác định những khu vực có số lượng lớn các con chuột đồng.
Sự thích nghi này rất cần thiết trong việc phát hiện con mồi, vì chuột đồng rất nhanh chóng lẩn trốn khỏi những kẻ săn mồi như vậy. Trong môi trường thí nghiệm, nhiều động vật đã chứng minh khả năng chuyển đổi tri giác: động vật săn mồi bằng thị giác sẽ hình thành hình ảnh tìm kiếm các loài săn mồi khó tìm nhất trong môi trường của chúng, khi loài nào bị săn mồi nhiều hơn, số lượng của nó sẽ giảm và hình ảnh tìm kiếm loài đó sẽ ít hữu ích hơn đối với kẻ săn mồi; kẻ săn mồi sau đó sẽ chuyển sang hình ảnh tìm kiếm con mồi trở nên phong phú hơn.
Đối với nhiều loài động vật, các giác quan hóa học quan trọng hơn nhiều so với thị giác hoặc thính giác. Một số loài bọ săn mồi chuyên biệt có thể định vị con mồi bằng cách sử dụng pheromone mà chúng tiết ra. Các pheromone bị kẻ thù khai thác như thế này được gọi là kairomone. Trong khi đó, một số loài săn mồi chủ yếu dựa vào tín hiệu âm thanh để phát hiện con mồi. Ở những kẻ săn mồi về đêm, những manh mối không nhìn thấy được là đặc biệt quan trọng, cú chuồng (Tyto alba) dựa vào tiếng ồn do con mồi tạo ra và có thể định vị con mồi với độ chính xác cao. Dơi có thêm khả năng định vị bằng tiếng vang để định vị con mồi như côn trùng bay, do đó chúng có thể định vị con mồi ngay cả khi chúng im lìm, không phát ra âm thanh.

## Lần theo
Một khi kẻ săn mồi đã tìm thấy con mồi, chúng đã phát hiện ra vị trí, nơi ẩn náu của bữa ăn, thì không phải lúc nào nó sẽ không luôn cố gắng đuổi theo hoặc có bắt lấy để ăn thịt nó. Con mồi có những cách thức khác để ngăn ngừa những kẻ săn mồi ăn thịt chúng ngoài việc tránh bị phát hiện. Những con mồi đầy chết chóc có thể báo hiệu cho chúng qua thứ có màu sắc dễ thấy để những kẻ ăn thịt tiềm năng như động vật ăn thịt sẽ tránh ăn chúng dựa trên những trải nghiệm khó chịu trong quá khứ. Ngay cả khi một kẻ săn mồi có thể muốn ăn con mồi của nó, những động vật di chuyển lanh lẹ này có thể cực kỳ khó bắt. Những con vật sống theo bầy đàn sẽ được lợi trong việc nâng cao khả năng cảnh giác, thậm chí những con vật sống đơn độc cũng có khả năng nhanh chóng tẩu thoát khi cần.
Ngay cả khi nó thực hiện một cuộc vây bắt, con mồi của nó có thể thu hút những kẻ săn mồi cạnh tranh, tạo cơ hội cho nó trốn thoát trong cuộc vật lộn giành sự sống. Nó cũng có thể giả dạng để chỉ bị tấn công một cơ quan không quan trọng ví dụ như một số loài có ngoại hình ngụy tạo như một bộ phận của cơ thể chúng giống với một bộ phận khác, chẳng hạn như côn trùng có cái đầu giả, điều này làm giảm tỷ lệ việc ăn mồi (hoặc vết thương gây tử vong), tạo cơ hội thứ hai cho con mồi để trốn thoát. Những kẻ săn mồi có thể có nhiều khả năng trong việc tìm kiếm con mồi, nhưng ngay cả khi chúng thành công trong việc làm như vậy, chúng có thể không kết thúc bằng một bữa ăn nhất là khi còn phải canh chừng những kẻ ăn cướp thành quả của chúng.